# Mark Morales
Mark Anthony Morales, más conocido por el nombre artístico de Prince Markie Dee, (Brooklyn, Nueva York, 19 de febrero de 1968 - 18 de febrero de 2021) fue un  rapero, compositor, productor, DJ y personalidad de la radio estadounidense de ascendencia puertorriqueña. Fue miembro de The Fat Boys, un grupo de rap pionero que saltó a la fama en la década de 1980.

## Carrera
Los logros de Morales con The Fat Boys, incluye aparecer en las películas como Disorderlies y Krush Groove.
Morales llegó a una exitosa carrera en solitario después de su separación de The Fat Boys. Firmó con Columbia Records y publicó un álbum en solitario,de nombre Free, que dio lugar a un # 1 hit,de nombre "Typical Reasons(Swing My Way)". Después de unirse con Cory Rooney en la formación de una compañía de producción, Soul Convention, Morales escribió y produjo canciones para artistas como Mary J. Blige, Jennifer López, Mariah Carey, Craig Mack y Marc Anthony.
Mark fue vicepresidente de Uncle Louie Music Group y desde 2008 hasta 2021 trabajó como DJ en una radio de Miami.
Falleció el 18 de febrero de 2021 tras una insuficiencia cardíaca congestiva, un día antes de cumplir los 53 años.

## Discografía

### Álbumes en solitario
- Free (1992, Columbia Records)
- Love Daddy (1995, Motown)

### con Fat Boys
- Fat Boys (1984, Sutra)

- The Fat Boys are Back! (1985, Sutra)

- Big & Beautiful (1986, Sutra)

- Crushin' (1987, Polydor)

- Coming Back Hard Again (1988, Polydor)

- On and On (1989, Polydor)

- Mack Daddy (1991, Ichiban)